# Robert Fritz
Robert Adam Fritz (* 23. Juli 1890 in Frankfurt am Main; † August 1983 ebenda) war ein deutscher Jurist. Im Jahr 1945 war er kurzzeitig Justizminister von Hessen.

## Leben
Robert Fritz wurde als einer von vier Söhnen von Johann Heinrich Fritz und seiner Ehefrau Magdalena, geborene Schmitt geboren. Nach seinem Jurastudium 1929 übernahm der promovierte Jurist Robert Fritz die Leitung der Justizpressestelle am Oberlandesgericht Frankfurt. Im Jahr 1934 wurde er zum Landgerichtsdirektor in Hanau ernannt. Auf eigenen Wunsch wurde er jedoch zunächst beurlaubt und betätigte sich als Berater der Metallgesellschaft. Er wurde Vorstandsmitglied der Metallgesellschaft und auch der Deutschen Vereinigung zur Förderung der Wirtschaftsbeziehungen mit Frankreich eV (DEFRA).
Am 14. Oktober 1945 wurde Robert Fritz von der amerikanischen Militärregierung als parteiloser Justizminister im Kabinett Geiler eingesetzt. Bereits am 1. November 1945 musste er aus dem Amt ausscheiden und wurde durch Georg-August Zinn (SPD) ersetzt. Ab 1958 war er Vorstandsmitglied der Metallgesellschaft.

## Veröffentlichungen
- Aus dem amerikanischen Rechtsleben, Berlin, 1930.
- Juristische Wortspiele, Frankfurt am Main, 1972.

## Belege
1. 1 2 3  Nach der Meldekarte beim Frankfurter Institut für Stadtgeschichte von Johann Heinrich Fritz wurde sein Vater am 29. November 1860 in Bornheim geboren und starb am 20. Dezember 1927 in Frankfurt. Seine Ehefrau Magdalena Fritz, wurde am 11. September 1862 als Magdalena Schmitt geboren. Ihr Todesdatum ist unbekannt. Eine eigene Meldekarte von Robert Fritz existiert nicht. Seine biografischen Daten stehen in der Karte seines Vaters.
2. ↑  Andreas Hedwig, Jutta Scholl-Seibert: Die Kabinettsprotokolle der Hessischen Landesregierung: Kabinett Geiler 1945–1946, Historische Kommission für Nassau, Februar 2000.
3. ↑  Walter Habel (Hrsg.): Wer ist wer?: das Deutsche Who's Who – 12. Ausgabe von Degeners Wer ist's? – Berlin: Arani, 1955.

| Personendaten    | Personendaten                           |
| ---------------- | --------------------------------------- |
| NAME             | Fritz, Robert                           |
| ALTERNATIVNAMEN  | Fritz, Robert Adam (vollständiger Name) |
| KURZBESCHREIBUNG | deutscher Jurist                        |
| GEBURTSDATUM     | 23. Juli 1890                           |
| GEBURTSORT       | Frankfurt am Main                       |
| STERBEDATUM      | August 1983                             |
| STERBEORT        | Frankfurt am Main                       |